# 驅逐之戰
《驅逐之戰》（Outcast）是英國女作家艾琳·杭特的系列小說《貓戰士》三部曲《三力量》中六集的第三集，於2007年12月26日由Happer Collins出版。中文版於2009年10月1日由晨星出版社出版。

## 情節簡介
故事內容接續在《洶湧暗河》中獅掌、冬青掌和松鴉掌的日常生活。松鴉掌著迷在發掘那些比四族更早住在湖畔的貓的故事，獅掌仍在夢裡接受虎星的訓練，冬青掌發現她希望自己總有一天能當上雷族的族長。三隻貓都嚮往著能前往山上一遊，而在急水部落的貓前來要求雷族援助時他們得到了機會。雷族發現急水部落深受一群無賴貓的困擾，這些無賴貓不斷的偷走部落的獵物。曾遭急水部落驅逐的暴毛和溪兒試著讓部落與無賴貓開戰以趕走無賴貓，但許多部落貓因不諳戰術而戰死。
棘爪、松鼠飛、褐皮、鴉羽、暴毛、溪兒、風掌、松鴉掌、冬青掌和獅掌參與了前往山區打敗無賴貓的旅程。剛開始部族貓試圖以畫分邊界達到雙方的和平，無賴貓卻完全無視邊界迫使部落採取更嚴厲的措施。部族貓開始教部落貓戰鬥技巧來攻擊無賴貓。剛開始部落貓都很不情願的接受，在獅掌新發現一個不在戰鬥中受傷的方法後部落貓開始能打敗入侵者。同時，松鴉掌繼續嘗試尋找那不斷煩著他和他的胞胎們的神秘預言之解答－「將有三隻貓兒，你至親的至親，星權在握！」，他也發現部落貓從四族居住的湖畔遷徙而來，並在書末決定告訴他的哥哥、姊姊。
封面人物是獅掌。